# Yelena Miróshina
Yelena Miróshina (Moscú, Unión Soviética, 5 de junio de 1974-ídem, 18 de diciembre de 1995) fue una clavadista o saltadora de trampolín soviética especializada en plataforma de 10 metros, donde consiguió ser subcampeona mundial en 1991. Murió cuando contaba 21 años de edad, la causa de su fallecimiento sigue siendo desconocida. o cayó desde un quinto piso estando embarazada y con problemas de alcohol "Yelena Miróshina, murió tres años después al caer desde un quinto piso. Estaba embarazada y tenía problemas con el alcohol." 

## Carrera deportiva
En el Campeonato Mundial de Natación de 1991 celebrado en Perth (Australia), ganó la medalla de plata en la plataforma de 10 metros, con una puntuación de 402 puntos, tras la china Fu Mingxia (oro con 426 puntos) y por delante de la estadounidense Wendy Lian Williams (bronce con 400 puntos).